# 아령

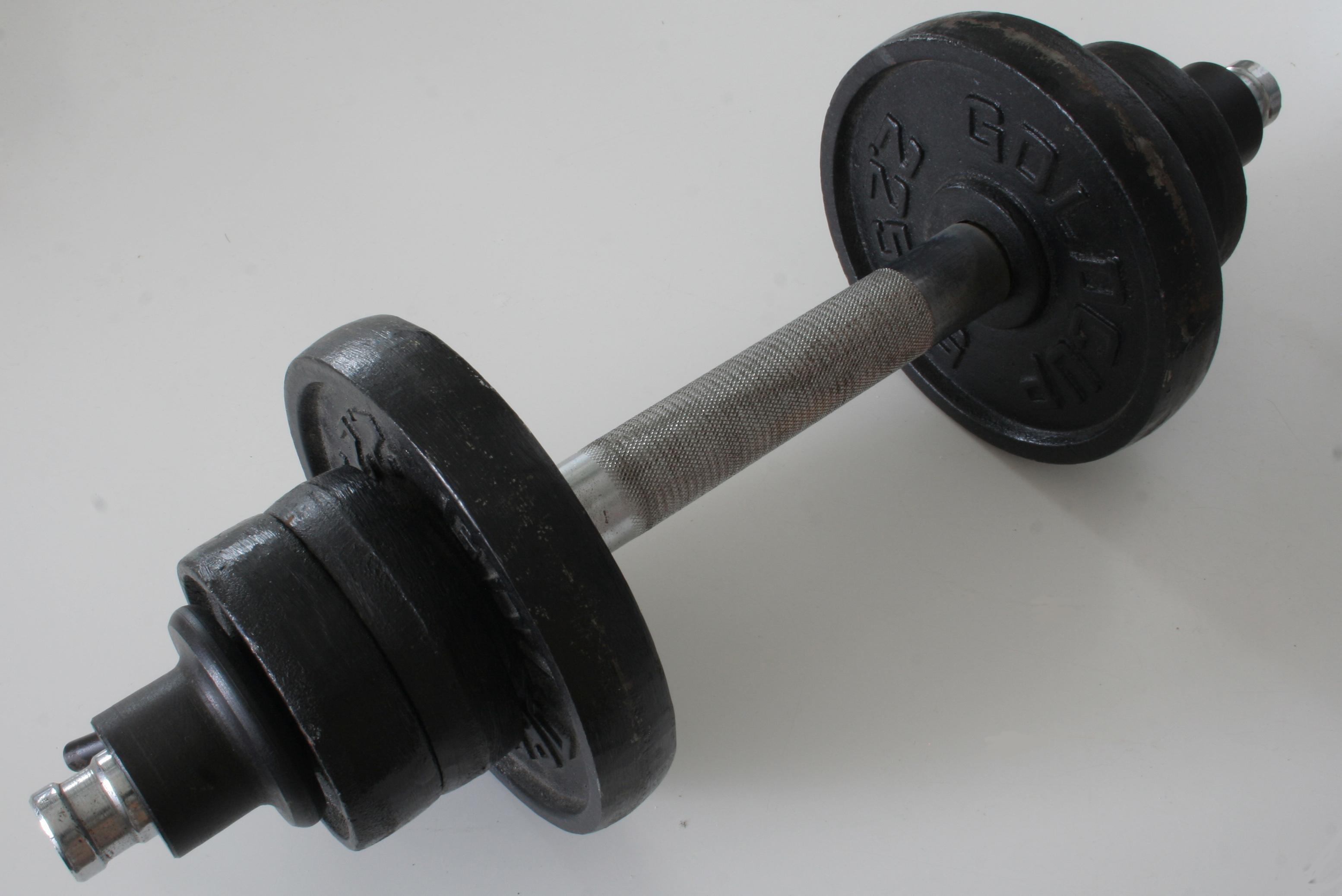
아령.

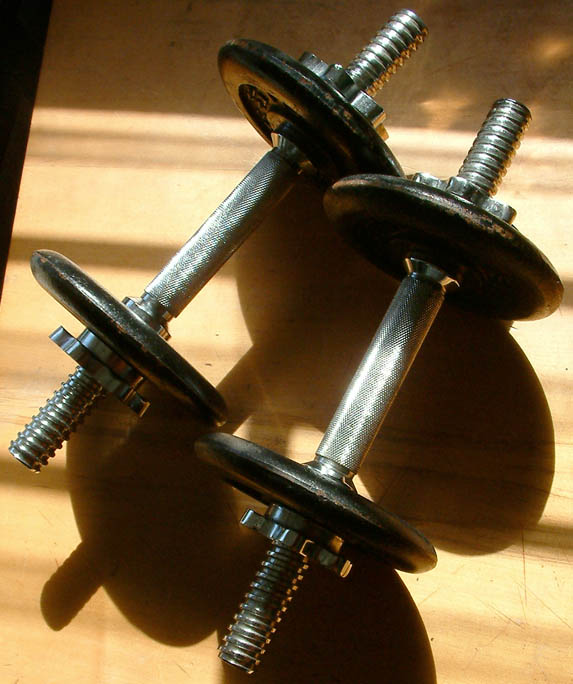
2 kg의 판을 갖춘 한 쌍의 무게 조절이 가능한 아령.

아령 (啞鈴) 또는 덤벨 (dumbbell)은 웨이트 트레이닝에 쓰이는, 주로 한손으로 드는 기구이다. 플라스틱이나 쇠붙이로 이루어져 있으며 양끝에 무거운 쇠뭉치가 달려 있다. 무게 조절이 가능한 아령과 무게가 고정된 아령 두가지가 있다.
대한민국에서는 웨이트 트레이닝이 널리 보급됨에 따라, 아령보다는 덤벨이라는 용어가 더 많이 쓰이는 추세이다.

## 역사
아령의 역사는 11세기 인도로 거슬러 올라가는데, 인도에서는 나무의 봉 바깥쪽에 돌을 묶어 붙인 인디언 클럽(indian club)을 천 년 넘게 사용했다. 운동하던 사람들은 이 기구를 날(Nal)이라고 불렀다. 19세기 초에는 한 손잡이의 양쪽 끝에 두 개의 동일한 형태의 무거운 물체가 부착된 기구가 나타났는데 이것이 지금까지 이어져 아령 또는 덤벨로 불리고 있다.
아령은 20세기 보디빌더 및 운동선수들을 중심으로 웨이트 트레이닝이 널리 보급되며 대중화되었다. 아령의 영어 낱말 dumbbell은 "말 못하는"의 뜻을 갖는 dumb와, 교회의 범종을 뜻하는 bell이 합쳐져 이루어진 낱말이다. 문자 그대로 "소리를 내지 않는 벨"을 사용하여 운동을 하던 시대의 역사적 흔적이 남아 있는 말이다.

## 운동 방식
덤벨은 이두박근 혹은 삼두박근을 키우기 위해 한 손으로 행하는 팔운동에 주로 사용되지만, 그 외에도 다양한 운동에 활용된다. 예를 들어 웨이트 트레이닝에서 가장 대표적인 세가지 운동인 데드리프트, 벤치프레스, 스쿼트는 주로  바벨을 이용하여 행하는 운동으로 알려져 있지만, 이는 모두 덤벨로 대체할 수 있다. 미국에서는 해마다 혼자 벤치프레스를 하다가 목이 짓눌려 사망하는 사고가 잇따르고 있는데, 바벨이 아닌 덤벨로 운동하면 이러한 사고를 예방할 수 있다.

## 참고 문헌
- 잰 토드(Jan Todd), From Milo to Milo, A History of Barbells, Dumbbells and Indian Clubs, Iron Game History, vol 3 No. 6, 1995:  보관됨 2012-07-31 - 웨이백 머신
- 근육운동가이드 3판, 프레데릭 데라비에, 삼호미디어 | 2011년 4월 18일 출간

## 같이 보기
- 웨이트 트레이닝
- 역기(바벨)
- 플라이